# شراب النخيل

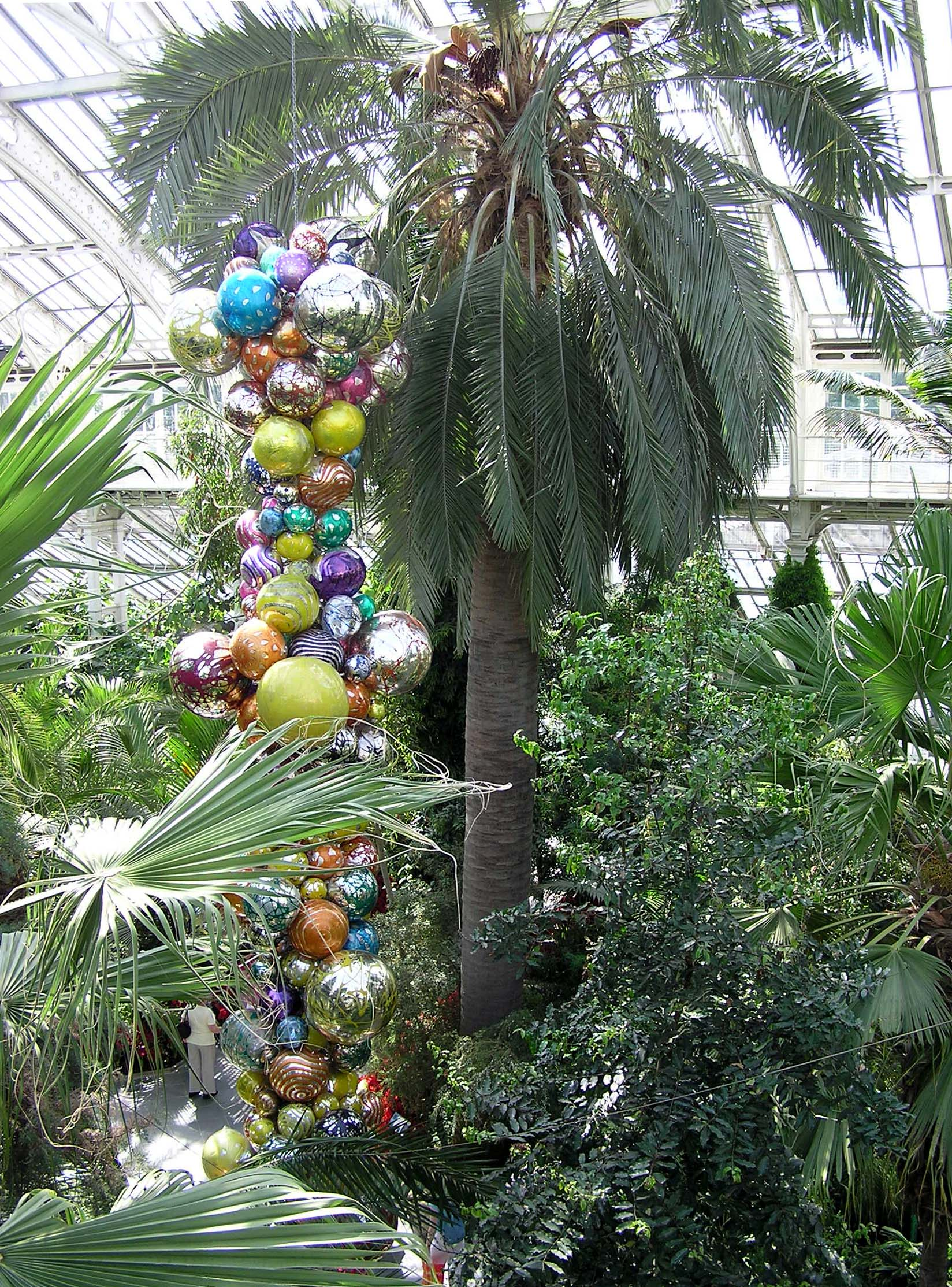
عينة من الجوبية، وهو مصدر لشراب النخيل، في دفيئة في حدائق كيو

شراب النخيل أو عسل الجوبية هو شراب حلو من نسغ عدد من أشجار النخيل. ويُنتج في جزر الكناري والمناطق الساحلية في أمريكا الجنوبية.

## الأنواع
يُنتج شراب النخيل في جزر الكناري من النخلة الكنارية. أما في تشيلي فيُنتج من نخيل الجوبية المهدد بالانقراض. ومن الأنواع الأخرى المستخدمة هي نخيل جوز الهند ونخيل السكر ونخيل تدمر.